# Mini Disco

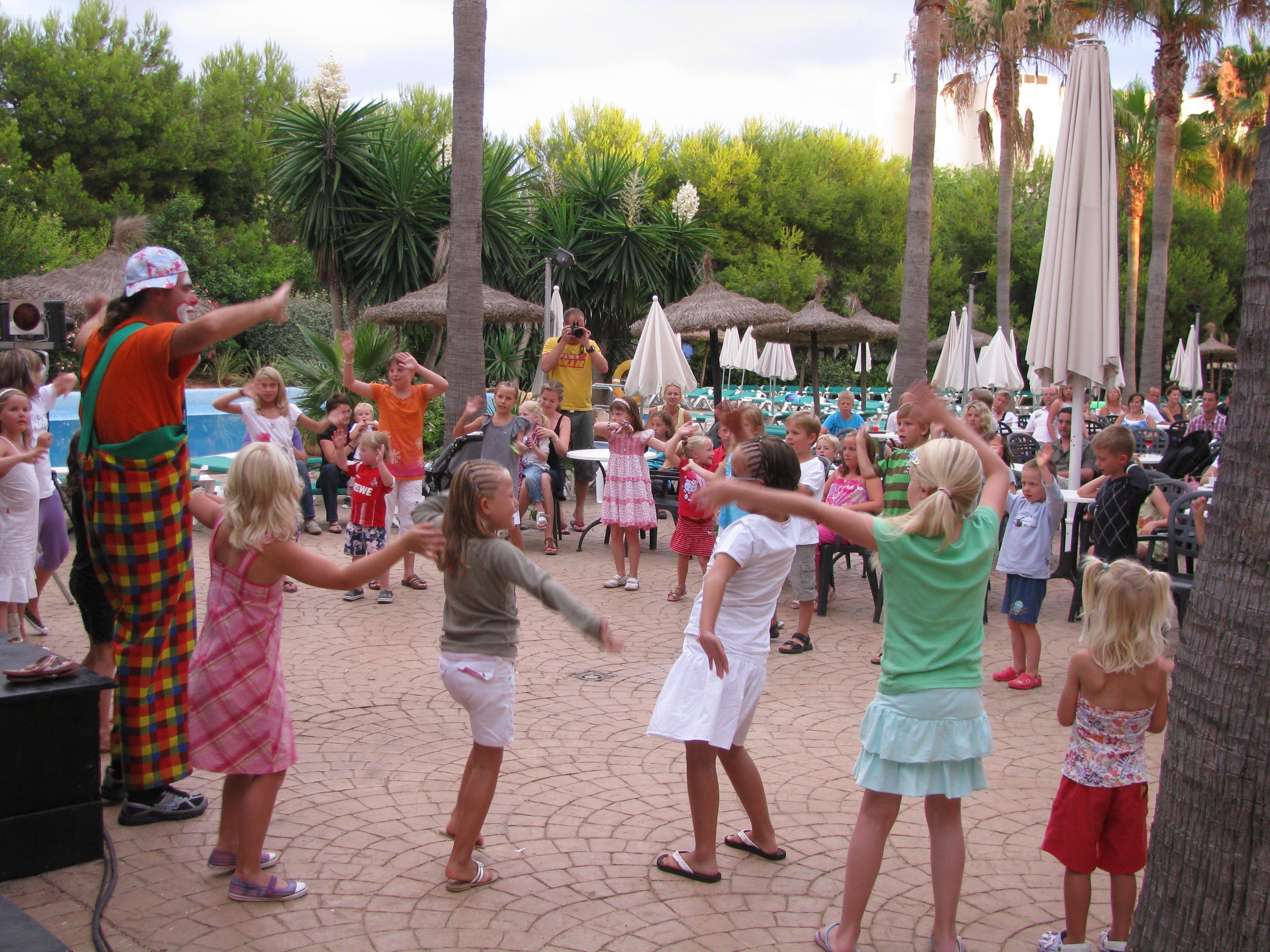
Ein Mini Disco in einem Clubhotel auf Mallorca (2010)

Mini Disco oder auch "Happy Disco" werden oft die Kinder-Animationsprogramme in den Club-Hotels, Ferienanlagen und Campingplätzen rund ums Mittelmeer, vor allem in Spanien und Italien genannt. Die dort gespielten Musikstücke sollen die Kinder in einem Alter von drei bis ca. 12 Jahren zum Mittanzen animieren. Dabei stehen die Veranstalter vor der Aufgabe, die Kinder trotz ihrer unterschiedlichen Muttersprachen und fehlender Fremdsprachenkenntnis anzusprechen. Das geschieht zum einen durch einfache, aktionsorientierte und vielfach wiederholte Texte in der Art moderner Singspiele, zum anderen durch mehrsprachige Strophen. Diese Discos beginnen zu einem fixen Zeitpunkt nach dem Abendessen und haben immer den gleichen Ablauf. Dadurch können Neuankömmlinge die Bewegungen von den anderen Kindern abschauen. Oft beginnt die Veranstaltung mit einer Schlange (El Tren), bei der die Kinder zusammen gesammelt werden.
Je nach Alter der Kinder und Art der Veranstaltung werden vielfach auch die begleitenden Eltern angesprochen.
Die bekanntesten Titel sind sicherlich "Veo Veo" und "El Tren" von Teresa Rabal (bzw. die partytauglichen Cover-Versionen von den Hot Banditoz). Dazu gehören aber auch Songs wie "Yo Tengo Un Cochecito" (Teresa Rabal/Hot Banditoz), "Das singende Känguruh", "Das Lied über mich" (Volker Rosin), "Mein bester Freund", "Mein Daddy Cool", "Fit wie ein Turnschuh" (Funtastikos), "Ilarie" (Xuxa/Las Chicas), "Agadou" (Saragossa Band, engl. "Agadoo"), "Do The Conga", "Viva España", "Hokey Cokey" und "The Music Man" (Black Lace).